# Nullum tempus occurrit regi
Nullum tempus occurrit regi ('el temps no corre contra el rei'), de vegades abreviat com a nullum tempus, és una doctrina del dret anglosaxó esmentada per primera vegada per Henry de Bracton en la seva obra De legibus et consuetudinibus Angliae (mitjans del segle XIII). Eximeix la corona de la prescripció, és a dir, permet que la corona emprengui accions que qualsevol altra persona jurídica no podria exercir una vegada passat un cert temps. La doctrina encara roman en vigor en els sistemes de dret anglosaxó. A les repúbliques, la màxima sovint es converteix en nullum tempus occurrit reipublicae ('el temps no corre contra la república').